# Bahnstrecke Wittenberge–Buchholz
| Streckenverlauf | |                                          |                                          |
| Streckennummer (DB): | 1151 (Wittenberge–Buchholz) 1280 (Jesteburg–Buchholz)                                                                                |                                          |                                          |
| Kursbuchstrecke (DB): | 112 |                                          |                                          |
| Kursbuchstrecke: | 91a (Buchholz – Lüneburg 1934) 100a (Lüneburg – Wittenberge 1934) 109a (Buchholz – Lüneburg 1946) 110k (Lüneburg – Wittenberge 1946) |                                          |                                          |
| Streckenlänge: | 142 km |                                          |                                          |
| Spurweite: | 1435 mm (Normalspur) |                                          |                                          |
| Stromsystem: | Güterstrecke: 15 kV 16,7 Hz ~ |                                          |                                          |
| Streckengeschwindigkeit: | 60 km/h |                                          |                                          |
| | |                                          |                                          |
| \| \| \| von Bremen \| \| \| \| \| ehem. von Bremerhaven-Wulsdorf \| \| \| \| \| von Soltau \| \| \| \| 268,3 \| Buchholz (Nordheide) (Keilbahnhof) \| Buchholz (Nordheide) (Keilbahnhof) \| \| \| \| nach Hamburg \| \| \| \| 265,1 \| Reindorf \| Reindorf \| \| \| 262,0 \| Jesteburg \| Jesteburg \| \| \| \| Jesteburg (Üst) \| \| \| \| \| nach Maschen Rbf \| \| \| \| 259,3 \| Marxen \| Marxen \| \| \| 255,3 \| Brackel (b Lüneburg) (ehem. Bf) \| Brackel (b Lüneburg) (ehem. Bf) \| \| \| 252,6 \| Tangendorf \| Tangendorf \| \| \| 249,5 \| Wulfsen \| Wulfsen \| \| \| \| ehem. Verbindungskurve nach Wulfsen Nord \| \| \| \| \| Strecke Hützel – Winsen \| \| \| \| 246,0 \| Bahlburg \| Bahlburg \| \| \| 237,6 \| Mechtersen \| Mechtersen \| \| \| 235,1 \| Vögelsen \| Vögelsen \| \| \| 233,1 \| Ochtmissen \| Ochtmissen \| \| \| 231,6 \| Sternkamp \| Sternkamp \| \| \| \| ehem. vom Unterwerk Lüneburg \| \| \| \| \| von Hamburg \| \| \| \| \| Lüneburger Industrie- und Hafenbahn \| \| \| \| \| Lüneburger Industrie- und Hafenbahn \| \| \| \| \| Ilmenau \| \| \| \| \| ehem. Verbindungskurve nach Jäger \| \| \| \| \| von Büchen und von Bleckede \| \| \| \| 229,0 \| Lüneburg (West/Ost) (Inselbahnhof) \| Lüneburg (West/Ost) (Inselbahnhof) \| \| \| \| nach Soltau \| \| \| \| \| nach Celle \| \| \| \| \| \| \| \| \| 223,7 \| Wendisch Evern \| Wendisch Evern \| \| \| \| Elbe-Seitenkanal \| \| \| \| 216,9 \| Vastorf \| Vastorf \| \| \| 214,7 \| Rohstorf \| Rohstorf \| \| \| 211,8 \| Bavendorf \| Bavendorf \| \| \| 208,1 \| Dumstorf \| Dumstorf \| \| \| 206,0 \| Dahlenburg \| Dahlenburg \| \| \| 202,4 \| Neetzendorf \| Neetzendorf \| \| \| 199,1 \| Oldendorf \| Oldendorf \| \| \| 196,3 \| Göhrde (ehem. Bf) \| Göhrde (ehem. Bf) \| \| \| 192,1 \| Leitstade \| Leitstade \| \| \| 186,4 \| Harlingen \| Harlingen \| \| \| 182,5 \| Hitzacker (ehem. Bf) \| Hitzacker (ehem. Bf) \| \| \| 178,7 \| Pisselberg \| Pisselberg \| \| \| \| von Lüchow \| \| \| \| 175,6 \| Dannenberg Ost \| Dannenberg Ost \| \| \| \| Verladestation Dannenberg \| \| \| \| \| Elbebrücke Dömitz, Landesgrenze NI / MV \| \| \| \| 164,7 \| Dömitz \| Dömitz \| \| \| \| ehem. nach Ludwigslust \| \| \| \| 158,4 \| Polz \| Polz \| \| \| \| Landesgrenze MV / BB \| \| \| \| 149,5 \| Lenzen (Elbe) \| Lenzen (Elbe) \| \| \| 140,3 \| Lanz \| Lanz \| \| \| 134,1 \| Cumlosen \| Cumlosen \| \| \| \| von Ludwigslust \| \| \| \| 128,5 \| Wittenberge Nord \| Wittenberge Nord \| \| \| \| von Wittstock \| \| \| \| 126,6 \| Wittenberge \| Wittenberge \| \| \| \| nach Stendal \| \| \| \| \| nach Berlin \| \| \| \| \| \| \| \| Quellen: [1][2] \| \| \| \| | |                                          |                                          |
| Strecke | | von Bremen                               | von Bremen                               |
| Strecke von links (außer Betrieb) · Kreuzung geradeaus unten (Querstrecke außer Betrieb) | | ehem. von Bremerhaven-Wulsdorf           | ehem. von Bremerhaven-Wulsdorf           |
| Abzweig ehemals geradeaus und von rechts · Abzweig geradeaus und von rechts | | von Soltau                               | von Soltau                               |
| Dienststation / Betriebs- oder Güterbahnhof · Bahnhof | 268,3 | Buchholz (Nordheide) (Keilbahnhof)       | Buchholz (Nordheide) (Keilbahnhof)       |
| Verschwenkung nach links · Verschwenkung nach links | | nach Hamburg                             | nach Hamburg                             |
| ehemaliger Haltepunkt / Haltestelle | 265,1 | Reindorf                                 | Reindorf                                 |
| ehemaliger Bahnhof | 262,0 | Jesteburg                                | Jesteburg                                |
| Überleitstelle / Spurwechsel | | Jesteburg (Üst)                          | Jesteburg (Üst)                          |
| Abzweig ehemals geradeaus und nach links | | nach Maschen Rbf                         | nach Maschen Rbf                         |
| Bahnhof (Strecke außer Betrieb) | 259,3 | Marxen                                   | Marxen                                   |
| Haltepunkt / Haltestelle (Strecke außer Betrieb) | 255,3 | Brackel (b Lüneburg) (ehem. Bf)          | Brackel (b Lüneburg) (ehem. Bf)          |
| Bahnhof (Strecke außer Betrieb) | 252,6 | Tangendorf                               | Tangendorf                               |
| Bahnhof (Strecke außer Betrieb) | 249,5 | Wulfsen                                  | Wulfsen                                  |
| Abzweig geradeaus und nach links (Strecke außer Betrieb) | | ehem. Verbindungskurve nach Wulfsen Nord | ehem. Verbindungskurve nach Wulfsen Nord |
| Kreuzung geradeaus oben (Strecke geradeaus außer Betrieb) | | Strecke Hützel – Winsen                  | Strecke Hützel – Winsen                  |
| Bahnhof (Strecke außer Betrieb) | 246,0 | Bahlburg                                 | Bahlburg                                 |
| Bahnhof (Strecke außer Betrieb) | 237,6 | Mechtersen                               | Mechtersen                               |
| Haltepunkt / Haltestelle (Strecke außer Betrieb) | 235,1 | Vögelsen                                 | Vögelsen                                 |
| Haltepunkt / Haltestelle (Strecke außer Betrieb) | 233,1 | Ochtmissen                               | Ochtmissen                               |
| Haltepunkt / Haltestelle (Strecke außer Betrieb) | 231,6 | Sternkamp                                | Sternkamp                                |
| Abzweig geradeaus und von links (Strecke außer Betrieb) | | ehem. vom Unterwerk Lüneburg             | ehem. vom Unterwerk Lüneburg             |
| Abzweig ehemals geradeaus und von links | | von Hamburg                              | von Hamburg                              |
| Abzweig geradeaus und nach rechts | | Lüneburger Industrie- und Hafenbahn      | Lüneburger Industrie- und Hafenbahn      |
| Kreuzung geradeaus oben | | Lüneburger Industrie- und Hafenbahn      | Lüneburger Industrie- und Hafenbahn      |
| Brücke über Wasserlauf | | Ilmenau                                  | Ilmenau                                  |
| Abzweig geradeaus und ehemals nach links | | ehem. Verbindungskurve nach Jäger        | ehem. Verbindungskurve nach Jäger        |
| Verschwenkung von links · Verschwenkung von links und von rechts | | von Büchen und von Bleckede              | von Büchen und von Bleckede              |
| Bahnhof · Bahnhof | 229,0 | Lüneburg (West/Ost) (Inselbahnhof)       | Lüneburg (West/Ost) (Inselbahnhof)       |
| Abzweig geradeaus, nach links und nach rechts · Abzweig geradeaus und von rechts | | nach Soltau                              | nach Soltau                              |
| Kreuzung geradeaus oben · Strecke nach rechts | | nach Celle                               | nach Celle                               |
| Verschwenkung nach links | |                                          |                                          |
| Haltepunkt / Haltestelle | 223,7 | Wendisch Evern                           | Wendisch Evern                           |
| Brücke über Wasserlauf | | Elbe-Seitenkanal                         | Elbe-Seitenkanal                         |
| Haltepunkt / Haltestelle | 216,9 | Vastorf                                  | Vastorf                                  |
| ehemaliger Haltepunkt / Haltestelle | 214,7 | Rohstorf                                 | Rohstorf                                 |
| Haltepunkt / Haltestelle | 211,8 | Bavendorf                                | Bavendorf                                |
| ehemaliger Haltepunkt / Haltestelle | 208,1 | Dumstorf                                 | Dumstorf                                 |
| Bahnhof | 206,0 | Dahlenburg                               | Dahlenburg                               |
| Haltepunkt / Haltestelle | 202,4 | Neetzendorf                              | Neetzendorf                              |
| ehemaliger Haltepunkt / Haltestelle | 199,1 | Oldendorf                                | Oldendorf                                |
| Haltepunkt / Haltestelle | 196,3 | Göhrde (ehem. Bf)                        | Göhrde (ehem. Bf)                        |
| Haltepunkt / Haltestelle | 192,1 | Leitstade                                | Leitstade                                |
| ehemaliger Haltepunkt / Haltestelle | 186,4 | Harlingen                                | Harlingen                                |
| Haltepunkt / Haltestelle | 182,5 | Hitzacker (ehem. Bf)                     | Hitzacker (ehem. Bf)                     |
| ehemaliger Haltepunkt / Haltestelle | 178,7 | Pisselberg                               | Pisselberg                               |
| Abzweig geradeaus und von rechts | | von Lüchow                               | von Lüchow                               |
| Bahnhof | 175,6 | Dannenberg Ost                           | Dannenberg Ost                           |
| Betriebsstelle Strecke ab hier außer Betrieb | | Verladestation Dannenberg                | Verladestation Dannenberg                |
| Grenze auf Brücke über Wasserlauf (Strecke außer Betrieb) | | Elbebrücke Dömitz, Landesgrenze NI / MV  | Elbebrücke Dömitz, Landesgrenze NI / MV  |
| Bahnhof (Strecke außer Betrieb) | 164,7 | Dömitz                                   | Dömitz                                   |
| Abzweig geradeaus und nach links (Strecke außer Betrieb) | | ehem. nach Ludwigslust                   | ehem. nach Ludwigslust                   |
| Bahnhof (Strecke außer Betrieb) | 158,4 | Polz                                     | Polz                                     |
| Grenze (Strecke außer Betrieb) | | Landesgrenze MV / BB                     | Landesgrenze MV / BB                     |
| Bahnhof (Strecke außer Betrieb) | 149,5 | Lenzen (Elbe)                            | Lenzen (Elbe)                            |
| Bahnhof (Strecke außer Betrieb) | 140,3 | Lanz                                     | Lanz                                     |
| Bahnhof (Strecke außer Betrieb) | 134,1 | Cumlosen                                 | Cumlosen                                 |
| Abzweig ehemals geradeaus und von links | | von Ludwigslust                          | von Ludwigslust                          |
| Dienststation / Betriebs- oder Güterbahnhof | 128,5 | Wittenberge Nord                         | Wittenberge Nord                         |
| Abzweig geradeaus und von links | | von Wittstock                            | von Wittstock                            |
| Bahnhof | 126,6 | Wittenberge                              | Wittenberge                              |
| Abzweig geradeaus und nach rechts | | nach Stendal                             | nach Stendal                             |
| Strecke | | nach Berlin                              | nach Berlin                              |
| | |                                          |                                          |
| Quellen: | |                                          |                                          |

Die Bahnstrecke Wittenberge–Buchholz – auch Wittenberge-Buchholzer Zweigbahn genannt – wurde von der Berlin-Hamburger Eisenbahn-Gesellschaft (BHE) konzessioniert, geplant, gebaut und 1874 eröffnet. Sie war als zusätzliche Verbindung der Metropolen Berlin und Hamburg sowie Bremen gedacht, erreichte jedoch nie die erhoffte Bedeutung. Die Strecke verband Wittenberge, Dömitz, Dannenberg, Lüneburg und Buchholz und sollte ursprünglich bis Bremerhaven weitergeführt werden.
Die eingleisige Hauptbahn verlief durch die heutigen Bundesländer Brandenburg, Mecklenburg-Vorpommern und Niedersachsen. Zum Ende des Zweiten Weltkrieges wurde die Elbebrücke Dömitz zerstört. Das in der Sowjetischen Besatzungszone gelegene Teilstück Wittenberge–Dömitz wurde 1947 als Reparationsleistung demontiert. Damit war die durchgehende Verbindung unterbrochen; in der Folge wurden weitere Abschnitte der Strecke stillgelegt.
Heute sind noch zwei Teilstrecken in Betrieb. Die längere von beiden zwischen Lüneburg und Dannenberg im Wendland ist heute als „Wendlandbahn“ bekannt und als Nebenbahn eingestuft, die kürzere von Buchholz nach Jesteburg ging in der westlichen Verbindungsstrecke zum Rangierbahnhof Maschen auf.

## Geschichte

### Planung und Bau der Strecke

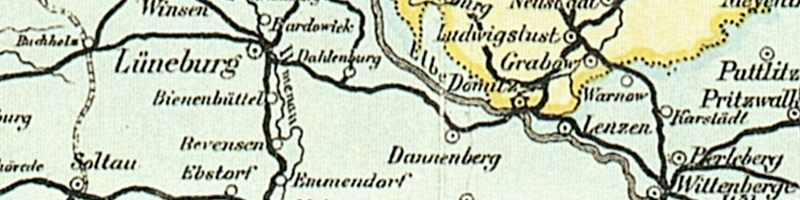
Ausschnitt aus Bahnkarte Deutschland 1899

Geplant und gebaut wurde die Strecke von der Berlin-Hamburger Eisenbahn-Gesellschaft (BHE), die 1870 die Konzession für eine Verbindung von Wittenberge an der Bahnstrecke Berlin–Hamburg über Dömitz und Dannenberg nach Lüneburg an der Bahnstrecke Hannover–Hamburg und weiter nach Buchholz an der Bahnstrecke Wanne-Eickel–Hamburg erhielt.
Die ursprünglichen Überlegungen sahen einen Weiterbau nach Bremerhaven vor, wodurch Fernverkehr von Berlin zu einem weiteren Nordseehafen ermöglicht und die Strecke in direkte Konkurrenz zur südlicheren Amerikalinie von Stendal nach Bremen getreten wäre; zudem waren auch militärstrategische Gründe für diese Planung ausschlaggebend.
Aufgrund der vorgesehenen überregionalen Bedeutung als zweigleisige Hauptbahn geplant und trassiert, ging die Strecke nur eingleisig am 15. Dezember 1873 mit dem ersten Abschnitt von Wittenberge bis Dömitz in Betrieb. Nach Fertigstellung der Elbbrücke konnte am 26. November 1874 der Bahnverkehr bis Göhrde aufgenommen werden. In Lüneburg entstand ein eigener Bahnhof (heute Lüneburg West), allerdings endete der durchgehende Streckenbau in Buchholz. Da sich die Prioritäten geändert hatten, wurde der Streckenabschnitt nach Bremerhaven nicht mehr realisiert.
Als eigenständige Verbindung wurde eine Bahnstrecke Bremerhaven-Wulsdorf–Buchholz etwa 30 Jahre später über Harsefeld und Bremervörde doch noch errichtet. Damit war die Verbindung zwischen der Reichshauptstadt und dem Nordseehafen ab 1902 zwar vervollständigt, jedoch wurde ein durchgehender Personen- oder Güterverkehr zwischen den beiden Großstädten über diesen Weg nie ausgeführt.
Nach der Verstaatlichung der bis dahin privaten Eisenbahngesellschaften ging das Konkurrenzdenken verloren, neben der Stammstrecke der Berlin-Hamburger Eisenbahn und der Amerikalinie bestand kein Bedarf für eine weitere Fernstrecke zu den Nordseehäfen; als Hauptgrund für die Erhaltung zählte nunmehr lediglich die militärstrategische Bedeutung.
Erst jetzt entstand der Wille zu einer Erschließung der Region, die Strecke erhielt zusätzliche Halte in Jesteburg, Brackel, Tangendorf und Bahlburg und erlangte somit hauptsächlich regionale Bedeutung. 1939 verkehrten nur fünf durchgehende Zugpaare Wittenberge–Lüneburg, ergänzt von einem Eilzugpaar von Rostock nach Uelzen. Das zweite Gleis, das nur auf der Elbbrücke verlegt worden war, wurde auch dort wieder abgebaut.

### Zweiter Weltkrieg

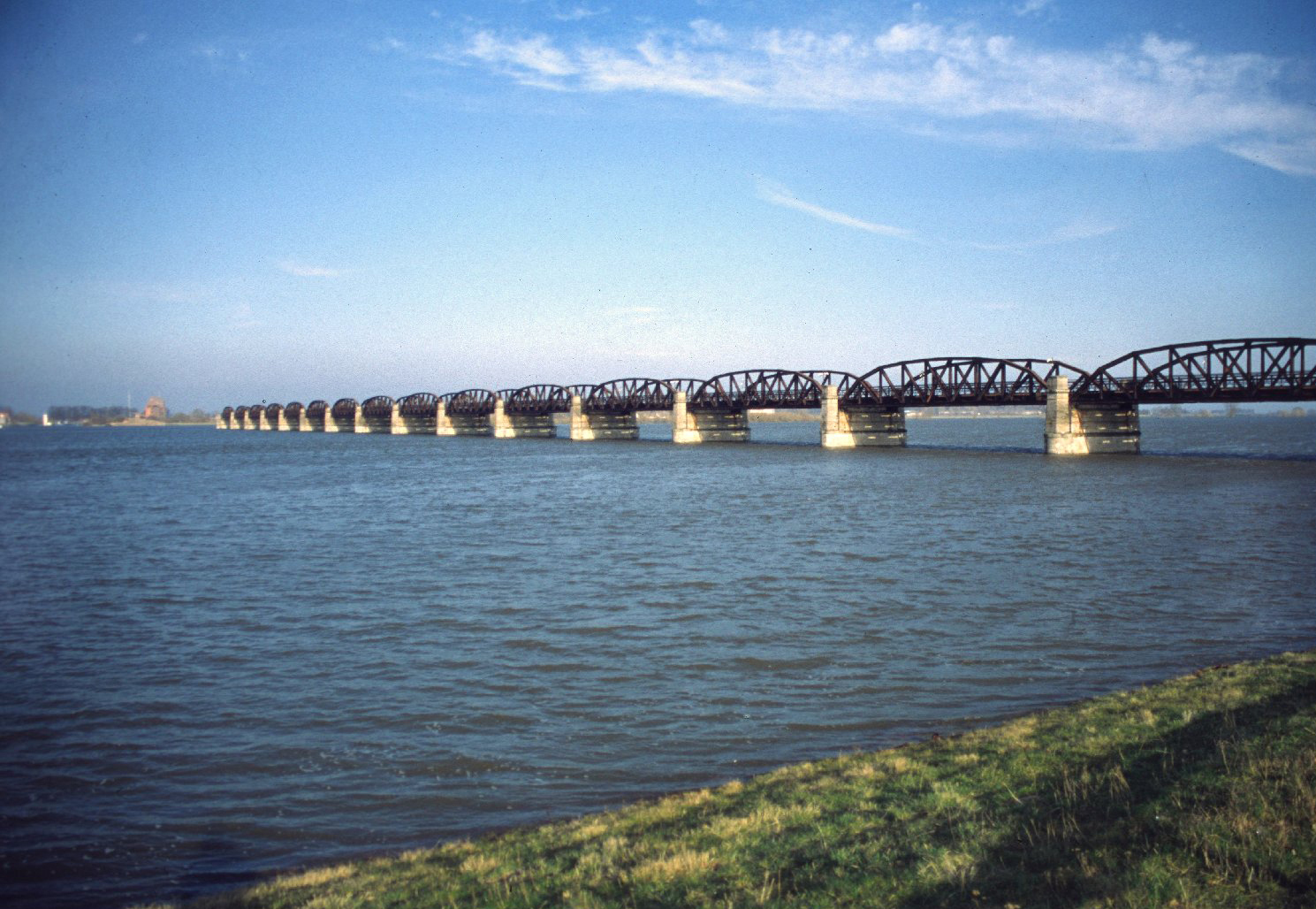
Ruine der Elbbrücke bei Dömitz

Fliegerangriffe der Alliierten im Zweiten Weltkrieg lassen vermuten, dass der Strecke eine besondere Bedeutung zugemessen wurde. Bei einem derartigen Vorfall am 22. Februar 1945 wurde die Dannenberger Innenstadt teilweise zerstört, während die Bahnbrücke über die Jeetzel fast unbeschädigt blieb. Am 20. April 1945 gegen 16 Uhr wurde die Dömitzer Elbbrücke durch eine US-amerikanische Fliegerbombe getroffen. Der östliche Strompfeiler neben der Drehbrücke wurde dabei so stark beschädigt, dass ein Überbau in den Strom stürzte. Die durchgehende Verbindung zwischen Dömitz und Dannenberg war damit dauerhaft unterbrochen, die Brücke wurde nie wieder aufgebaut.

### Entwicklung ab 1945

#### Abschnitt Wittenberge–Dannenberg
Bis 1947 fand noch Zugverkehr zwischen Wittenberge und Dömitz statt, danach wurde die Verbindung als Reparationsleistung für die Sowjetunion demontiert. Auf westlicher Seite wurde das Gleis zwischen der Brücke und Dannenberg bis Anfang der 1970er Jahre zur Abstellung von Schadwagen genutzt, bis es auch hier entfernt wurde. Der Abschnitt Wittenberge–Dömitz wird teilweise als Bahnradweg genutzt. Die gesamte Trasse ist noch sehr gut auf Luftbildern zu erkennen.

#### Abschnitt Dannenberg–Lüneburg
Im Umfeld der Orte Rohstorf, Dumstorf, Neetzendorf, Oldendorf, Harlingen und Pisselberg wurden neue Haltepunkte für eine Bedienung mit Schienenbussen errichtet. Bis auf Neetzendorf wurden sämtliche Stationen zwischenzeitlich wieder aufgelassen.
Im Jahr 1997 sah die LNVG für diesen Abschnitt mangels Nachfrage noch eine Abbestellung des SPNV vor. Stattdessen sollte die Relation nur noch durch Busse bedient werden. Da die Strecke durch den Bund wegen ihrer Bedeutung für das Zwischenlager Gorleben ertüchtigt wurde, konnte die Abbestellung des Angebotes abgewendet werden. Bedingt durch die allgemeine Höchstgeschwindigkeit von 60 km/h, einer für einen Taktverkehr ungünstigen Fahrtzeit von über 60 Minuten je Richtung und eine nur ein Minimalangebot von einem Triebfahrzeug rechtfertigende Nachfrage verblieb das Angebot bei fünf Fahrten pro Tag, die einen Drei-/Vierstundentakt ergeben. 

#### Abschnitt Lüneburg–Buchholz

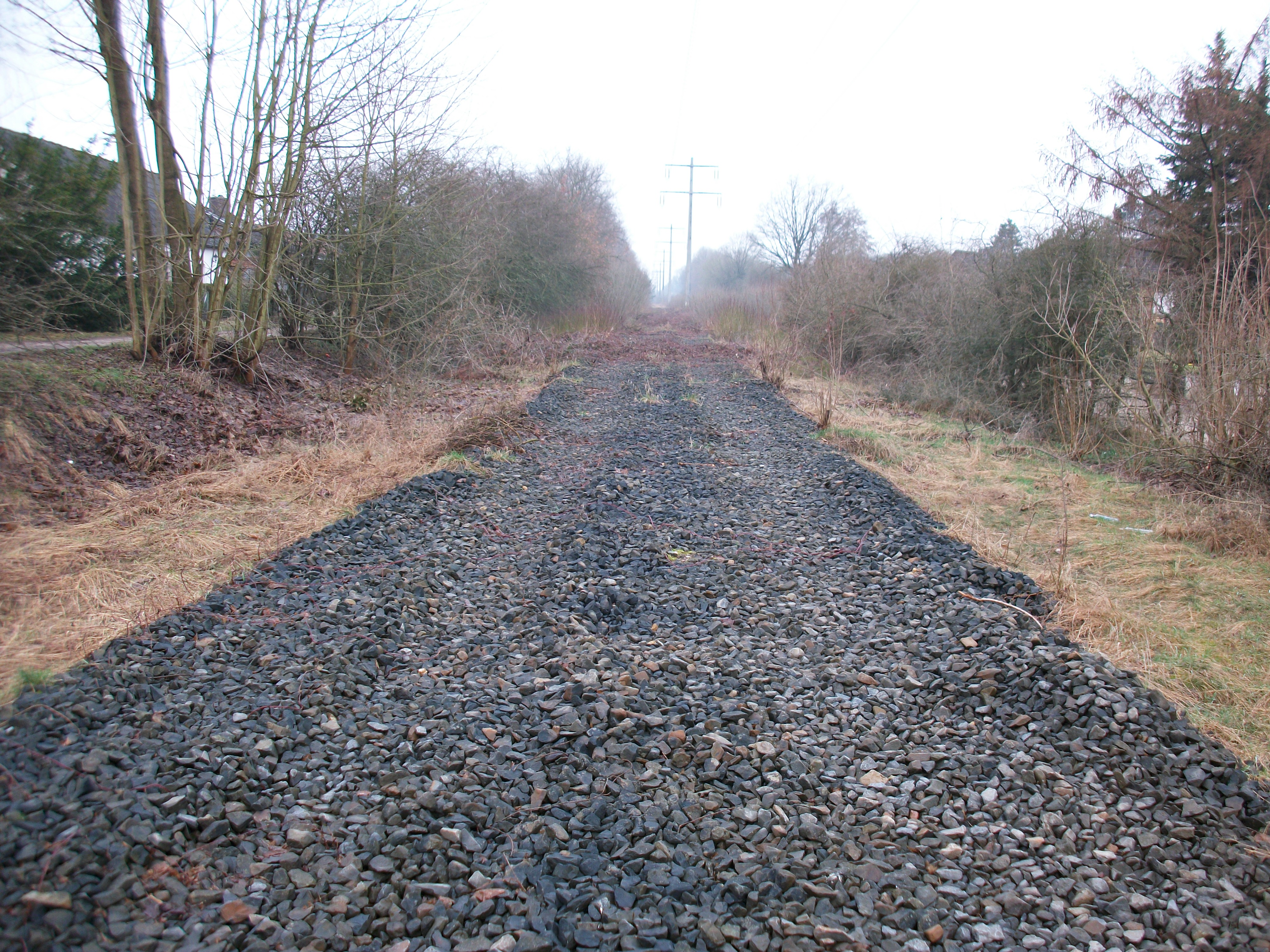
Stillgelegte Trasse der Bahnstrecke Wittenberge–Buchholz zwischen Ochtmissen und Goseburg-Zeltberg

So blieb es auch nach dem Zweiten Weltkrieg bei einer lokalen Bedeutung für den Streckenabschnitt Lüneburg–Buchholz, der sich überwiegend auf die Erschließung der anliegenden Gemeinden beschränkte. Als Ost-West-Verbindung in einer vom Nord-Süd-Verkehr geprägten Region verlor sie, wie viele Strecken der Deutschen Bundesbahn, noch vor der Wiedervereinigung ihren Personenverkehr. Die Einstellung des Güterverkehrs und die Stilllegung folgten, nur ein kleiner Teil der Strecke konnte als Bestandteil einer neuerrichteten Güterstrecke zwischen Buchholz und Maschen Rbf überleben.

##### Infrastruktur

Wander- und Radfahrweg ohne regelgerecht retroflektierend gestaltete Umlaufsperre

Während anfangs nur die Bahnhöfe Marxen, Wulfsen und Mechtersen vorhanden waren, bekamen die Haltepunkte Jesteburg und Brackel später auch Nebengleise und erlangten nach Anforderung Bahnhofsstatus. Tangendorf und Bahlburg verfügten über ein Ladegleis und waren betrieblich gesehen Haltepunkte. Nach dem Zweiten Weltkrieg wurden die Haltepunkte Reindorf (bei Buchholz/Nordheide), Vögelsen, Ochtmissen und Sternkamp (am Stadtrand von Lüneburg) eröffnet. Damit wollte die Bundesbahn in Zeiten zunehmender Motorisierung die Strecke attraktiver machen. Ende der 1960er Jahre wurden zahlreiche Bahnübergänge mit Blinklichtanlagen ausgerüstet.
Mit der Einstellung des Personenverkehrs 1981 wurden die verbliebenen Stellwerke Wulfsen und Mechtersen demontiert und die Weichen mit Handhebeln versehen. Mechtersen war auch vorher schon nur zeitweise besetzt und wurde nun zur Anschlussstelle degradiert. Zudem wurden alle Blinklichtanlagen der Strecke fortan nicht mehr gewartet bzw. auf manuellen Betrieb umgerüstet. Brackel verlor sein Personal bereits in den 1970er Jahren, als der Bahnhof zum Haltepunkt herabgestuft wurde. 1988 wurde die Strecke zwischen Marxen und Mechtersen stillgelegt, der Abschnitt Marxen–Wulfsen wurde aber schon seit 1981 nicht mehr befahren. 1990 wurden zwischen Brackel und Tangendorf bis kurz hinter Tangendorf in Richtung Wulfsen gesehen, die Gleise demontiert. Die verbliebenen Stichstrecken Abzw Jesteburg–Marxen und Mechtersen–Lüneburg wurden 1994 stillgelegt. Im Jahr 1997 wurde die Anschlussweiche in Jesteburg ausgebaut, womit aus der Abzweigstelle eine Überleitstelle (Üst) wurde. 2000 wurden innerhalb von wenigen Tagen sämtliche verbliebenen Gleisanlagen zwischen Üst Jesteburg und Lüneburg entfernt.

##### Betrieb
Seit den 1950er Jahren lösten Uerdinger Schienenbusse die mit Dampflok bespannten Wagenzüge ab. Nicht alle Züge befuhren die ganze Strecke, insbesondere Wulfsen war oft Start- und Endbahnhof einiger Zugpaare. Für Reisende zwischen Buchholz und Lüneburg war es ohnehin schneller, den Umweg über Hamburg-Harburg zu nehmen.
Im Jahr 1981 schließlich wurde der Personenverkehr auf der Schiene komplett eingestellt und durch die neu eingerichtete Bahnbuslinie Buchholz–Lüneburg (Liniennummer 1908, heute 4408/5202) ersetzt. Die neugebauten Bahnsteige in Jesteburg und Reindorf wurden so nur wenige Jahre genutzt. Im Zuge der Regionalisierung ging die Verantwortung für die Buslinie vom Bund auf die beiden Landkreise Harburg und Lüneburg über. Wenig später wurde sie in Wulfsen gebrochen und der Fahrplan im Grenzgebiet der beiden Kreise erheblich ausgedünnt.
Auch im Güterverkehr kam der Strecke immer nur lokale Bedeutung zu. Gelegentlich wurde sie aber auch von durchgehenden Zügen genutzt, um den Umweg über Hamburg-Harburg zu vermeiden. Bahlburg und Tangendorf verloren als erstes ihren Güterverkehr, später folgten Jesteburg und Brackel, am 24. Mai 1988 wurde der Güterverkehr zwischen Mechtersen und Marxen ganz eingestellt. Mechtersen wurde bis zum 28. April 1994 von Lüneburg und Marxen noch bis zum 28. Mai 1994 von Jesteburg aus von Übergabegüterzügen angefahren. Darüber hinaus wurde der Abschnitt Abzweig Jesteburg–Marxen trotz erfolgter Stilllegung noch bis in das Jahr 1997, z. B. im Zuge der Gleiserneuerung der Güterbahn 1996/1997, für Arbeits- und Bauzüge als Ausweichstelle genutzt.

##### Güterbahn Buchholz–Maschen

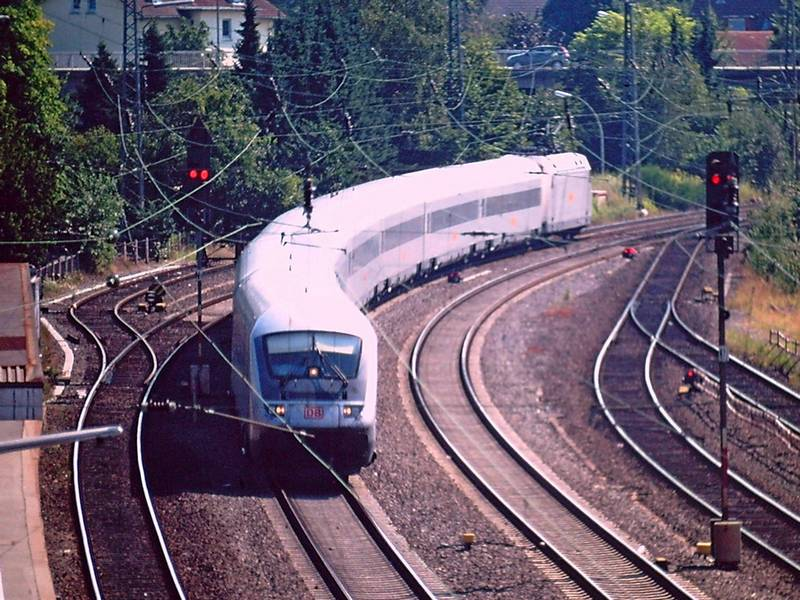
Metropolitan 2004 in Buchholz, wegen Bauarbeiten von Maschen über die Güterstrecke umgeleitet

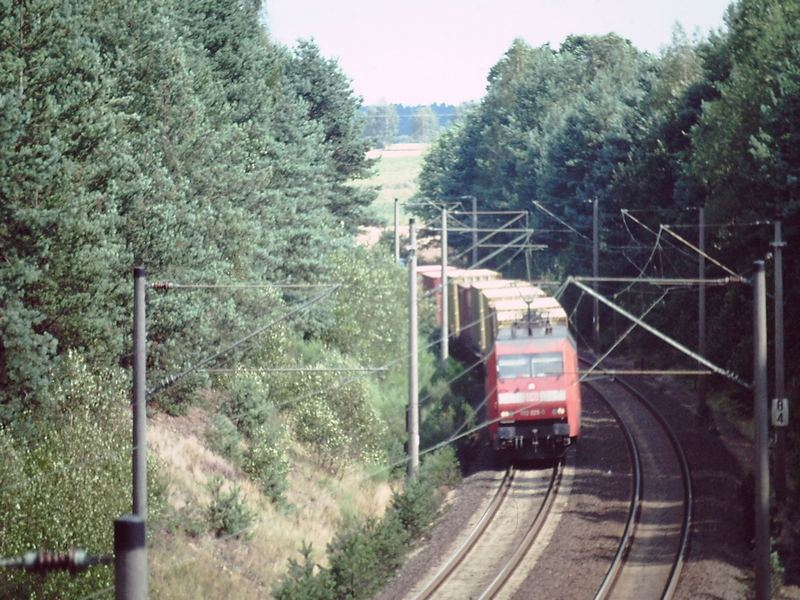
Güterzug am Abzweig des Neubauabschnitts bei Marxen

1977 wurde Europas größter Rangierbahnhof in Maschen entlang der Bahnstrecke Lehrte–Hamburg-Harburg eröffnet. Die Rollbahn nach Bremen und zum Ruhrgebiet zweigt bereits weiter nördlich ab, so dass Güterzüge, die von Maschen in Richtung Bremen fahren, in Harburg kopfmachen müssten. Um diesen Fahrtrichtungswechsel zu vermeiden und die Hauptstrecke zwischen Harburg und Buchholz zu entlasten, wurde eine Neubaustrecke gebaut, die Maschen in südlicher Richtung verlässt und nach Jesteburg zur Strecke Wittenberge–Buchholz führt. Der daran anschließende acht Kilometer lange Abschnitt Jesteburg–Buchholz der bestehenden Strecke wurde grundlegend erneuert, zweigleisig ausgebaut und elektrifiziert. Zusammen mit dem neugebauten Abschnitt Jesteburg–Maschen wird dieser Abschnitt heute zur Strecke 1280 Buchholz (Nordheide)–Hamburg-Allermöhe gezählt.
Etwa zwei Kilometer östlich vom Bahnhof Jesteburg entstand die Abzweigstelle Jesteburg zur Neubaustrecke nach Maschen mit einem neuen Relaisstellwerk. Im Zuge des zweigleisigen Ausbaus wurde der Bahnhof Jesteburg zum Haltepunkt zurückgebaut und bekam wie Reindorf neue Außenbahnsteige. Das mechanische Stellwerk in Marxen, das sich im Stationsgebäude befand, wurde demontiert, die Weichen und die neu aufgestellten Lichtsignale werden vom Streckenstellwerk Jf bedient, das bis heute in Betrieb ist, allerdings aus Buchholz (Nordheide) ferngesteuert wird.
Die Umgehungsbahn dient heute dem Güterverkehr als direkte Verbindung vom südlichen Ende des Rangierbahnhofs in Richtung (Süd-)Westen. Samstag und Sonntag wird die Strecke außerdem von der Linie RB 38 genutzt, die an diesen Tagen von Buchholz nach Harburg verlängert wird.

## Aktueller Betrieb

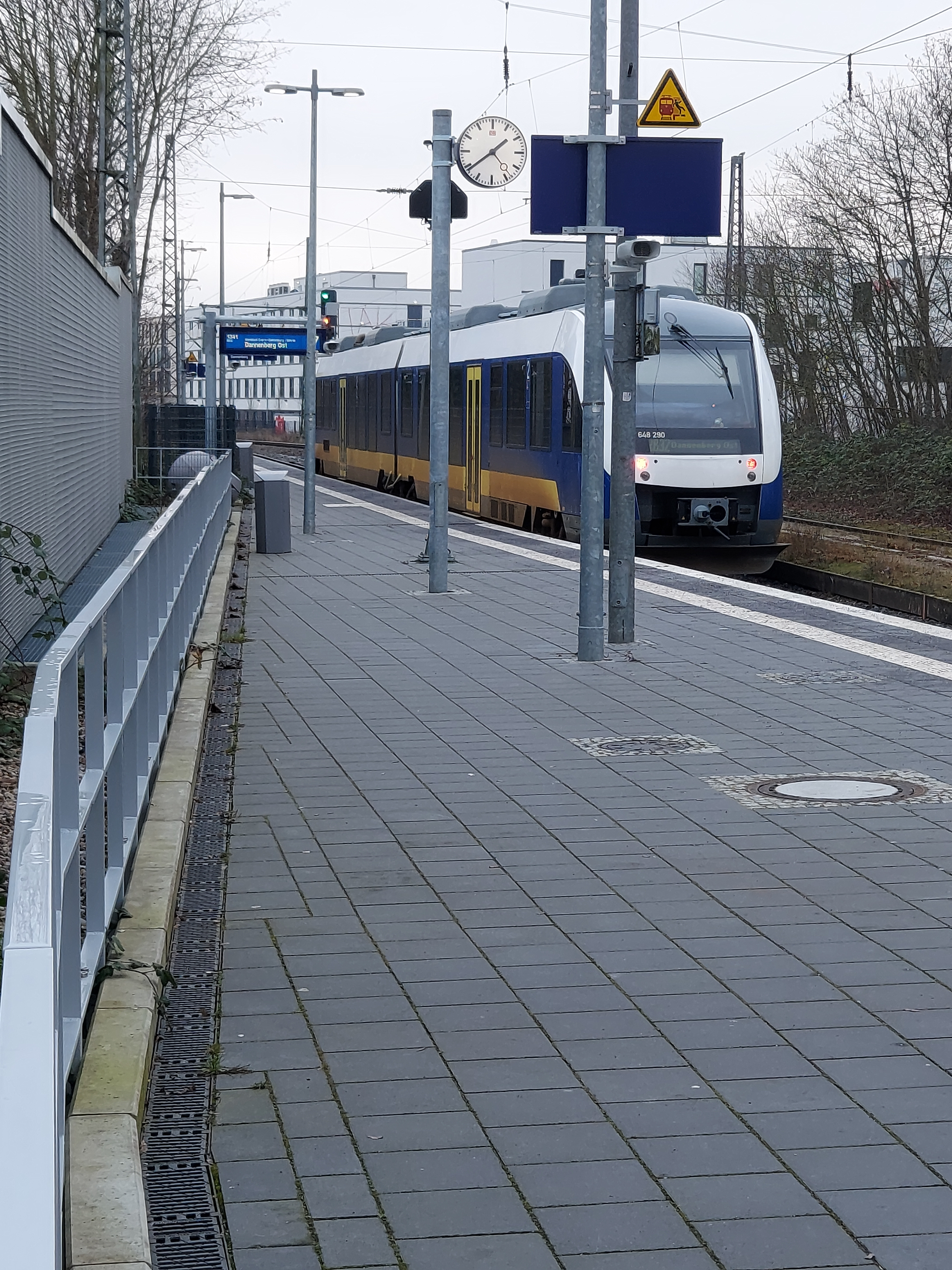
RB32 von Lüneburg Westseite nach Dannenberg Ost (2021)

Der heute noch in Betrieb befindliche, 53 Kilometer lange Abschnitt zwischen Dannenberg Ost und Lüneburg ist heute als nicht elektrifizierte Nebenbahn klassifiziert und auch unter dem Namen „Wendlandbahn“ bekannt.
Im Personenverkehr hat dieser Abschnitt die Kursbuchnummer 112 und ist als Regionalbahnlinie RB 32 Teil des Hamburger Verkehrsverbundes (HVV). Aufgrund fehlender Beschrankungen an den meisten Bahnübergängen beträgt die Höchstgeschwindigkeit 60 km/h, dadurch ergibt sich eine Gesamtreisedauer von über einer Stunde. Die Strecke wird lediglich im Dreistundentakt befahren. Seit dem 14. Dezember 2014 wird die Strecke von erixx mit Triebwagen vom Typ Lint 54 bedient.
Montags bis sonntags verkehren insgesamt fünf Zugpaare zwischen Lüneburg und Dannenberg Ost. Nach Ankunft des letzten Zuges in Dannenberg Ost um 21:48 Uhr wird der Triebwagen von Gleis 1 über Gleis 2 in die Castor-Umladestation gefahren und dort über Nacht abgestellt. Etwa 30 Minuten vor Abfahrt des ersten Zuges um 6:11 Uhr wird der Triebwagen von der Castor-Umladestation zum Bahnhof gefahren.
Zur Kulturellen Landpartie im Mai 2016 waren an insgesamt sechs Tagen jeweils zwei Züge von erixx im Einsatz, es wurde im Zweistundentakt gefahren. An Christi Himmelfahrt, 5. Mai 2016, wurden zwei Züge mit jeweils zwei Triebwagen der Baureihe 622 (LINT 54) eingesetzt. Am darauffolgenden Wochenende (7. und 8. Mai) kamen jeweils ein Zug mit zwei Triebwagen der Baureihe 622 sowie ein Zug mit zwei Triebwagen der Baureihe 648 (LINT 41) zwischen Lüneburg und Dannenberg Ost zum Einsatz. Auch über Pfingsten (14. bis 16. Mai 2016) wurde mit zwei Zügen im Zweistundentakt gefahren. Während dieser Zeit fanden in Bahnhof Dahlenburg wieder regelmäßig Zugkreuzungen statt.
Im Güterverkehr erfolgen über die Strecke lediglich noch Transporte von Castor-Behältern mit radioaktiven Abfällen, die an einer Umschlaganlage am Ende der Gleise einen Kilometer östlich des Bahnhofs Dannenberg Ost zum Weitertransport in das Brennelemente-Zwischenlager Gorleben auf Straßenfahrzeuge umgesetzt werden. Auf Grund von Blockaden durch Atomkraftgegner und Polizeieinsätzen ruht der Personenverkehr zur Zeit der Castor-Transporte. Der sonstige Güterverkehr ist eingestellt.
Der Abschnitt Buchholz–Maschen weist seit Dezember 2018 an den Wochenenden auch Personenverkehr auf. Die Züge der Linie RB 38 werden von Buchholz über die Güterbahn nach Hamburg-Harburg verlängert.

## Planungen

### SPNV-Ausbau Lüneburg – Dannenberg

#### Ausbaustufe 1 – Zweistundentakt
Im Jahr 2016 wurde von der Landesnahverkehrsgesellschaft Niedersachsen (LNVG) ein beauftragtes Konzept zum Ausbau und zur Fahrzeitverkürzung der Strecke zwischen Lüneburg und Dannenberg Ost vorgestellt. In der Vorentwurfsplanung sollte die Fahrzeit von 67 Minuten auf 51 Minuten reduziert werden. Hierdurch kann die Taktfrequenz bei gleichem Fahrzeugbedarf auf einen Zweistundentakt verdichtet werden. Der Entwurf sieht zweistündliche Anschlüsse in Lüneburg an die RB 31 nach Hamburg und den RE 3 nach Hannover vor. In Dannenberg Ost ist eine Kurzwende vorgesehen. Als Bedingung wurde neben einer Erhöhung der Streckenhöchstgeschwindigkeit von 60 km/h auf 80 km/h die Auflassung dreier Stationen festgestellt. Politisch wurden hierfür, nicht ohne vereinzelt kontroverse Diskussion, Wendisch Evern, Neetzendorf und Leitstade festgelegt. Die Kosten für das Projekt wurden auf 13 Millionen Euro geschätzt.
Im Januar 2025 verkündete die LNVG, die auf die 2016 erstellte Studie basierende Maßnahme bis 2029 umsetzen und im Sommer 2025 die Planfeststellung beginnen zu wollen. Neben der Erhöhung der Streckengeschwindigkeit ist der barrierefreie Ausbau aller verbleibenden Stationen und die Einführung von ETCS Level 2 ohne Signale zur Ablösung der mechanischen Stellwerke vorgesehen.

#### Ausbaustufe 2 – Stundentakt und BEMU-Einsatz
Über die 2016 entworfenen Maßnahmen hinaus strebt die LNVG nach Umsetzung des Ausbaus die Bestellung eines Stundentakts an allen Wochentagen mit 18 Zugfahrten pro Tag und Richtung zwischen Dannenberg und Lüneburg an. Das würde den Einsatz von zwei Fahrzeugen gleichzeitig und stündliche, planmäßige Kreuzungen im Bahnhof Dahlenburg voraussetzen. Die RB 32 soll hierfür betrieblich in das erweiterte Heidekreuz-BEMU-Netz von Dannenberg über Lüneburg und die dann reaktivierte Strecke über Amelinghausen nach Soltau eingebunden werden. Im Bahnhof Dannenberg Ost ist hierfür die Errichtung einer Oberleitungsinselanlage vorgesehen.

### Personenverkehr im Großraum Hamburg
Da die Strecke im südlichen Hamburger Großraum liegt und die dortigen Gemeinden einen stetigen Bevölkerungszuwachs verzeichnen, wurde in den 1990er und 2000er Jahren in der örtlichen Politik öfter eine Reaktivierung für den Personenverkehr diskutiert. Angesichts knapper Finanzmittel und fehlenden Interesses vonseiten des Landes erschien sie bisher unwahrscheinlich.
Die Nutzung der Güterbahn Maschen–Buchholz für den Personenverkehr samt Wiederaufbau der Haltepunkte Jesteburg und Reindorf sowie Neubau eines Haltepunktes in Ramelsloh scheiterte sowohl an innerparteilichen Differenzen auf kommunaler Ebene als auch aus finanziellen Gründen. 2013 untersuchte das niedersächsische Verkehrsministerium landesweit mögliche Streckenreaktivierungen. Im Oktober 2013 gab das Ministerium eine Liste von 28 Strecken bekannt, die in die engere Wahl kommen, darunter auch Buchholz–Maschen. Die vorgesehene Verlängerung der Linie RB38 Hannover–Soltau–Buchholz nach Hamburg-Harburg mit neuen Stationen in Jesteburg und Ramelsloh erreichte eine volkswirtschaftlich positive Bewertung. Das Vorhaben konnte aufgrund der hohen Streckenbelastung nicht umgesetzt werden. Lediglich am Wochenende wird die Linie ohne Zwischenhalt nach Hamburg-Harburg verlängert.
Eine Reaktivierung nach Lüneburg ist durch den Abbau sämtlicher Gleisanlagen im Jahr 2000, Bebauung der Trasse in zwei Gemeinden im Landkreis Harburg und ihr Zuschütten statt einer Brücke in Ochtmissen in weite Ferne gerückt. Auch in der Gemeinde Marxen wurde die Troglage zur Auffüllung mit über 16.000 m³ Bodenmaterialien verschiedener Herkunft genutzt. In der Reaktivierungsuntersuchung war sie von Anfang an nicht enthalten. Einige Kommunen denken derzeit über eine städtebauliche Nutzung der ehemaligen Bahnflächen nach, was eine Reaktivierung der Gesamtstrecke nahezu unmöglich macht. Die Gemeinde Vögelsen hat im Jahre 2007 auf ihrem Gebiet von Vögelsen nach Mechtersen einen Wander- und Radfahrweg geringer Breite nach Aufkauf der Bahntrasse und Bahngrundstücke erstellt. Die Verbände Harburg und Lüneburg des Allgemeinen Deutschen Fahrrad-Clubs (ADFC) schlagen die Umwandlung der Trasse in eine Veloroute von Buchholz bis Lüneburg vor.
Es hat sich eine unabhängige Bürgerinitiative als Verein gegründet (seit dem 21. April 2018 als BI BB Landschaftsradweg Veloroute Buchholzer Bahn e. V. (AG Lüneburg VR 201632) mit Sitz in Lüneburg). Diese steht in Verhandlungen mit den Erwerbern nach dem 14. Juni 2019 zur Realisierung der Natur- und Landschaftsschutzbelange in Verbindung mit dieser neuen Infrastrukturmaßnahme der Region.

### Reaktivierung der Gesamtstrecke als Alternative zur Y-Trasse
Als Alternative zur Y-Trasse schlug der Verkehrsclub Deutschland (VCD) mit seinem Regionalverband Elbe-Heide die Reaktivierung der Strecke zusammen mit einer Neubaustrecke vom Hamburger Hafen nach Buchholz und neugebauten Ortsumgehungen vor, um die Strecke für den Seehafenhinterlandverkehr zum geplanten Güterzugkorridor Ost zu nutzen, der von Stendal nach Wittenberge verlängert werden soll. Diese Alternativlösung wurde im öffentlichen Dialogforum Schiene Nord (DSN) des Landes Niedersachsen mit der Deutschen Bahn AG im Jahr 2015 in Celle diskutiert und letztlich verworfen. Stattdessen wurde mehrheitlich das Projekt Alpha-E empfohlen.
Damit schied diese Wiederbelebung letztlich auch nach Besiedlungen im vorgeschlagenen Streckenverlauf (Bahnhof Wulfsen und Mechtersen = „Wohnen im Gleis“) und in der Nutzung als Veloroute durch weitere Versteigerung am 14. Juni 2019 und Verkauf der Trassenteile einschließlich der Baudenkmale aus. Es erfolgt die Entwidmung der letzten Bahntrassenbereiche nach gänzlichem Ausrauben zwischen Marxen und Lüneburg. Auch aus den Raumordnungsprogrammen (RROP) der Landkreise Harburg und Lüneburg wurde die Trasse der Buchholzer Bahn getilgt. Bleiben und benötigt wird die Starkstromleitung zu 20 KV in DB-Taktung vom DB-Umspannwerk in Lüneburg-Zeltberg bis westlich Mechtersen.
Die Veloroute wird jedoch das alte Schotterbett der eingleisigen Streckenführungen aufnehmen und als wassergebundene Velofahrbahn im Makadamaufbau (Sabalith-Verdichtung) und Beleuchtung, auch Solmove-Fahrbahnelemente nutzen.

### Teilstück der Bahn als geschützter Landschaftsbestandteil nach § 29 Bundesnaturschutzgesetz
Ein Teilstück der ehemaligen Trasse Buchholzer Bahn zwischen Marxen und Vierhöfen wurde vom Landkreis Harburg im Jahr 2023 zum geschützten Landschaftsbestandteil Biotopverbund der Buchholzer Bahn nach § 29 Bundesnaturschutzgesetz erklärt. Auf einer Gesamtgröße von über 39 ha haben sich durch ungestörte Entwicklung vielfältige, naturnahe Vegetationsbestände eingestellt. Die Trasse entwickelte sich zu einem besonders wertvollen Lebensraum der heimischen Tierwelt, die aufgrund der trockenen und nährstoffarmen Standorte der Schottertrasse und der Südhänge des Bahndamms ideale Lebensstätten und Rückzugsgebiete vorfinden kann.